# Lygromma gertschi
Lygromma gertschi är en spindelart som beskrevs av Norman I. Platnick och Mohammad U. Shadab 1976. Lygromma gertschi ingår i släktet Lygromma och familjen Prodidomidae.
Artens utbredningsområde är Jamaica. Inga underarter finns listade i Catalogue of Life.